# Riczard Karpow
Riczard Ołeksandrowycz Karpow (ukr. Річард Олександрович Карпов, ur. 8 sierpnia 1931 w Moskwie, zm. 2 kwietnia 2012 w Kijowie) – ukraiński bokser walczący w reprezentacji Związku Radzieckiego, olimpijczyk.

## Osiągnięcia sportowe
Wystąpił w wadze lekkośredniej (do 71 kg) na igrzyskach olimpijskich w 1956 w Melbourne. Przegrał pierwszą walkę z późniejszym brązowym medalistą Zbigniewem Pietrzykowskim.
Był mistrzem ZSRR w wadze lekkośredniej w 1954 i wicemistrzem w tej kategorii w 1956.